# Тандон, Пурушоттам Дас
Пурушоттам Дас Тандон (хинди पुरुषोत्तम दास टंडन; 1 августа 1882, Аллахабад, Британская Индия — 1 июля 1962, Аллахабад, Уттар-Прадеш, Индия) — индийский политик, борец за свободу Индии от британского владычества, активист Индийского национального конгресса, президент ИНК (1950), юрист, редактор

## Биография
Родился в семье среднего класса, получил образование в Центральном колледже Мьюир в Аллахабаде, затем до 1904 года продолжил изучать право. В 1906 году закончил аспирантуру. Работал юристом.
В 1899 году стал членом ИНК. С 1906 года — представитель Аллахабада в комитете ИНК. В 1910 году он стал редактором Abhyudaya , влиятельной ежедневной газеты на хинди, главный секретарь издания хинди Sahitya Sammelan. В 1923 году был избран президентом хинди Сахитья Саммелан на общем собрании в Канпуре и как таковой выступал за распространение хинди, говоря как на персидском, так и на урду. В 1919 году был одним из соорганизаторов демонстрации за достижение суверенитета Индией в Амритсарец.
За свою политическую деятельность несколько раз арестовывался властями.
Известен за противодействие разделу Индии, а также за усилия по достижению статуса официального языка Индии для хинди. 
В 1961 году был награжден  Бхарат Ратна, высшей гражданской наградой Индии.